# Zorro (telenowela)
Zorro (org. Zorro: la espada y la rosa) – kolumbijsko-amerykański serial przygodowy. Wyprodukowany przez Telemundo i RTI w 2007 roku, w Polsce emitowany przez stację TV Puls od 1 września 2008 roku do 19 lutego 2009 roku. Całość liczy 122 odcinki. Tytułową rolę zagrał peruwiański aktor i piosenkarz Christian Meier, znany wcześniej z telenoweli Luz María.

## Rozgłos zagraniczny i wielka porażka
Była to pierwsza w historii, hiszpańskojęzyczna telewizyjna adaptacja przygód Zorra. W przeciwieństwie do poprzednich wersji. Producenci kolumbijskiej wersji "Zorro" odcięli się od sprawdzonych, uznawanych już za tradycyjne, elementów wersji oryginalnej. Wątki przygodowe w filmie zostały zepchnięte na drugi plan, ustępując miejsca melodramatycznym, miłosnym rozterkom głównych bohaterów. Była to najdroższa telenowela jaką nakręcono w 2007 roku w Kolumbii i jedna z najkosztowniejszych w całej Ameryce Łacińskiej. Jej premiera odbyła się w styczniu 2007 roku. Serial ściągnął przed telewizory olbrzymią liczbę 655 tysięcy widzów. Sukces był jednak krótkotrwały, bo już od końca marca stacje telewizyjne zaczynały odnotowywać drastyczny spadek oglądalności telenoweli. Przez całą resztę emisji serial osiągał ledwie 7% udział w publiczność oglądających telenowele. Również na gali Premios India Catalina (kolumbijski odpowiednik Telekamer) nie udało mu się odnieść sukcesu. Na osiem nominacji produkcja zdobyła tylko jedną nagrodę, przegrywając z Pura sangre, która zdobyła ich aż cztery. Mimo tych niepowodzeń telenowela zyskała spory rozgłos za granicą, było to spowodowane głównie "nadmuchaną promocją", w której przekoloryzowano i zawyżano rzeczywisty poziom serialu. Reklama jednak opłaciła się a telenowela została sprzedana do ponad 90 krajów świata, jednak we wszystkich jej emisja nie odbiła się większym echem a samą produkcję okrzyknięto komercyjną klapą.

## Obsada
- Christian Meier – Diego de la Vega/Zorro – tytułowy Zorro.
- Marlene Favela – Esmeralda Sanchez de Moncada – córka Fernanda i Sary Kali. Ukochana Zorro.
- Arturo Peniche – Fernando Sanchez de Moncada – ojciec Esmeraldy i Mariangel. Okrutny człowiek. Nienawidzi Esmeraldy.
- Osvaldo Ríos – Alejandro de la Vega – ojciec Diego. Kocha Almudenę.
- Erick Elias – Renzo – Cygan zakochany w Esmeraldzie.
- Andrea López – Mariangel Sanchez de Moncada – siostra Esmeraldy. Podła, przebiegła i okrutna. Kochanka Montero. Kocha Diego.
- Harry Geithner – Ricardo Montero – komendant Los Angeles. Podły człowiek wykorzystujący swoją pozycję.
- Jorge Cao – o. Tomas Villarte – mentor Zorro.
- Natasha Klauss – s. Ana Camila Suplicios – siostra z klasztoru.
- Luly Bossa – Almudena Sanchez de Moncada – ciotka Esmeraldy i siostra Fernanda. Kocha Alejandro.
- Andrea Montenegro – María Pía de la Vega – ciotka Diego i siostra Alejandra. Wstępuje do zakonu. Kocha Fernando.
- Raul Gutierrez – Olmos – prawa ręka Fernando. Garbus. Oszust, który pomaga Fernando. Zakochany w Mariangel.
- Carmen Marina Torres – Dolores – Murzynka. Niania Diego.
- Ricardo Gonzalez – Bernardo – niemowa. Pomocnik i przyjaciel Zorro.
- German Rojas – Jonas – Cygan z plemienia Sary Kali.
- Natalia Bedoya – Laisha – Cyganka z plemienia Sary Kali. Żona Miguela, kocha jednak Renzo. Nienawidzi Esmeraldy.
- María Margarita Giraldo – Azucena – Zona Jonasa i matka Renzo.
- Hector Suárez Gomiz – Kapitan Anibal Pizarro – prawa ręka Montero. Człowiek tak samo okrutny jak jego zwierzchnik. Kochanek Cataliny.
- Cesar Mora – Sierżant García – nieudolny żołnierz Montero. Na początku stara się złapać Zorro. Potem decyduje się go wspierać.
- Marilyn Patino – Catalina – żona Tobiasa. Córka sędziego. Kochanka Pizarro.
- Adriana Campos – Regina/Ymalay – żona Alejandro i matka Diega/Cyganka siostra Reginy zakochana w Alejandro.
- Lina Angarita – Campesina
- Luigi Aycardi – Tobías – mąż Cataliny. Stara się dorównać Zorro, co spowoduje serię śmiesznych nieporozumień.
- Ivelin Giro – María Luísa Burgos de Castilla – królowa Hiszpanii.
- Luis Mesa – Jacobo Almagro de Castilla – książę Hiszpanii. Podstępny człowiek manipulujący królową.
- Justin Rodgers Hall – Hector
- Didier Van Der Hove – Santiago Michelena – przyjaciel Diego i dawna miłość Mariangel.
- Teresa Gutierrez – Markiza Carmen Santillana de la Roquet – przyjaciółka Alejandra.
- Víctor Rodríguez – Agapito – lekarz w miasteczku Los Angeles.
- José Omar Murillo – Kamba – murzyn. Przyjaciele Any Camili.
- Orlando Valenzuela – Miguel – mąż Laishy. Zabity przez Montero.
- Ana Bolena Meza – Sara Kali/Mercedes Mayorga – matka Esmeraldy i żona Fernando. Cyganka.